# The Rich Kids
The Rich Kids var en rockgrupp som bildades 1977 sedan Glen Matlock sparkats/sagt upp sig från Sex Pistols. De gav ut ett studioalbum, Ghosts Of Princes In Towers, och tre singlar under deras drygt årslånga existens. Midge Ure kom senare att spela i Ultravox och Visage. Rusty Egan fortsatte att spela med Ure i Visage.
Steve New spelade 1979 – 1980 med Matlock och Iggy Pop och Matlock blev senare soloartist. Matlock har också vid upprepade tillfällen spelat med ett återförenat Sex Pistols.

## Bandmedlemmar
Senaste medlemmar
- Glen Matlock – basgitarr, sång (1977–1979, 2010, 2016)
- Midge Ure – gitarr, keyboard, sång (1977–1979, 2010, 2016)
- Rusty Egan – trummor (1977–1979, 2010, 2016)

Tidigare medlemmar
- Steve New – sologitarr, keyboard, sång (1977–1979, 2010)
- Bill Smyth – keyboard, gitarr, sång (1977)
- Mick Jones – gitarr, sång (1977)

## Diskografi
Studioalbum
- Ghosts Of Princes In Towers (1978)

Samlingsalbum
- Burning Sounds (1998)
- Best of The Rich Kids (2003)

Singlar
- "Rich Kids" / "Empty Words" (1978)
- "Marching Men" / "Here Come the Nice" (live) (1978)
- "Ghosts of Princes in Towers" / "Only Arsenic" (1978)